# Marinospirillum alkaliphilum
Marinospirillum alkaliphilum ist eine Bakterienart. Sie kommt in Gebieten mit hohen pH-Werten vor, ist also alkaliphil. Der Erstfund stammt aus dem Sodasee Haoji Soda Lake in der Mongolei. In Sodaseen herrschen hohe pH-Werte und Salzkonzentrationen.

## Erscheinungsbild
Die Zellen von Marinospirillum alkaliphilum sind, worauf der Gattungsname schon hindeutet, spiralförmig (helikal). Dies trifft auch auf die anderen Arten der Gattung zu. Nach 6 Tagen Kultivierung bilden sich kokkenförmige Zellen. Die Art ist beweglich, sie besitzt an beiden Zellenden Flagellen, ist also bipolar begeißelt. Der Gram-Test fällt negativ aus.

## Stoffwechsel und Wachstum
Marinospirillum alkaliphilum benötigt für das Wachstum Natrium. Die Art ist chemoorganotroph. Polyhydroxybuttersäure wird als Energiespeicher genutzt. Der Oxidase-Test verläuft positiv. Die Art zeigt ein optimales Wachstum bei einem pH-Wert von 9,5. Sie toleriert pH-Werte von 7,0–11,0, ist also alkaliphil. Es werden Salzgehalte (Natriumchlorid, NaCl) zwischen 0,2 % und 5,0 % toleriert, bestes Wachstum erfolgt bei 2 % NaCl-Gehalt. Der Oxidase-Test und der Katalase-Test verläuft positiv. Kohlenhydrate werden nicht genutzt. Farbpigmente, Indol und Schwefelwasserstoff werden nicht gebildet.
Es folgt eine Tabelle von Merkmalen von Marinospirillum alkaliphilum und den verwandten Arten  Marinospirillum minutulum und Marinospirillum megaterium:
|                           | M. alkaliphilum | M. minutulum | M. megaterium |
| ------------------------- | --------------- | ------------ | ------------- |
| Morphologie               | helikal         | helikal      | helikal       |
| Zelllänge                 | 2.7–4.0 μm      | 2–2.8 μm     | 5–15 μm       |
| Zelldurchmesser           | 0.2–0.3 μm      | 0.3–0.4 μm   | 0.8–1.2 μm    |
| Katalase                  | +               | +            | - oder s      |
| Nitratreduktion zu Nitrit | +               | +            | -             |
| Tolerierte Temperatur     | 8.0–49 °C       | 11–37 °C     | 4–25 °C       |
| Optimale Temperatur       | 37 °C           | 30 °C        | 20–25 °C      |
| Optimaler pH-Wert         | 9.5             | 9.0          | 8.0           |
| Urease                    | +               | -            | -             |

Legende:
+; Test verläuft positiv, -; Test verläuft negativ
s; schwach positiv

## Systematik
Die Bakteriumart Marinospirillum alkaliphilum wurde im Jahr 2001 von Weizhou Zhang und Mitarbeitern zuerst beschrieben. Sie zählt zu der Gattung Marinospirillum der Familie Oceanospirillaceae. Diese Familie zählt wiederum zu der Abteilung der Proteobacteria.